# Seamus Heaney
Pour les articles homonymes, voir Heaney.
Seamus Heaney (API : ˈʃeɪməs ˈhiːni) est un poète irlandais, né le 13 avril 1939 à Castledawson, dans le comté de Derry, Irlande du Nord, et mort à Dublin le 30 août 2013.
Il est un des poètes anglophones les plus connus du XXe siècle et très apprécié dans ce monde linguistique, pour une poésie mêlant l'évocation sensuelle de la nature et du cadre celtique à la violence désespérée de la situation politique actuelle en Irlande du Nord. Il a reçu le prix Nobel de littérature en 1995.

## Biographie
Seamus Heaney a écrit plus de la moitié de la poésie irlandaise, selon ses propres dires. Il est l'aîné d'une famille catholique de 8 enfants d'un propriétaire d'une petite ferme dans le comté de Londonderry en Irlande du Nord, qui s'intéressait surtout à l'élevage et à la vente du bétail. Sa mère était originaire d'une famille moins liée à la vie rurale traditionnelle : des membres de sa famille travaillaient à l'usine textile locale. Le poète a ainsi pu faire observer que ses ascendants représentent deux faces de l'Irlande : celle du passé gaélique tourné vers l'élevage et celle de l'Ulster de la révolution industrielle. Il y a vu une des tensions fondamentales qui l'ont façonné ; une autre, également héritée de ses parents, étant la tension entre la parole d'une mère se liant facilement et le silence d'un père taciturne.
Heaney n'avait que 5 ans quand il vit des soldats américains en manœuvres, cantonnés à l'aérodrome voisin et prêts à s'embarquer pour la Normandie. Le poète s'en souvient comme d'une image de sa propre conscience, en équilibre entre « histoire et ignorance ».
Seamus Heaney fait ses études primaires à l'école de Anahorish. Il obtient une bourse pour étudier au collège de St. Columb's (Saint Colomban) à Derry, où il apprend le gaélique irlandais.
En 1957, il part pour Belfast où il étudie la langue et la littérature anglaises à l'université Queen's. Pendant un stage pédagogique il rencontre l'écrivain Michael MacLaverty, qui lui fait connaître la poésie de Patrick Kavanagh. C'est à cette époque, à partir de 1962, que Heaney commence à publier des poèmes. En 1963, Philip Hobsbaum, professeur à l'université Queen's, forme un groupe de jeunes poètes locaux, comme il l'a fait précédemment à Londres, ce qui vaut à Heaney de rencontrer d'autres poètes de Belfast comme Derek Mahon et Michael Longley.
En août 1965, Heaney épouse Marie Devlin (ils auront trois enfants : Michael, Chris et Catherine Ann), enseignante qui a elle-même publié un recueil de contes et légendes d'Irlande. En 1966, l'éditeur Faber and Faber publie un premier volume de poèmes de Heaney, Death of a Naturalist (Mort d'un naturaliste). Ce recueil, très bien reçu, vaut à Heaney de nombreuses récompenses. La même année il est nommé maître de conférences (lecturer) à Queen's university, où il reste jusqu'en 1972. La vie de Heaney se partage dès lors entre enseignement et écriture.
En 1972, Heaney quitte Belfast pour enseigner à Dublin, où il dirige le département d’anglais du Training College (formation d'enseignants) de Carysfort et travaille également comme journaliste indépendant pour la télévision irlandaise. Dans les années 70, il donne des lectures de son œuvre en Irlande, en Grande-Bretagne et aux États-Unis. Il est élu Saoi (« Sage ») d'Aosdána, organisation irlandaise de promotion des arts. En 1981, Heaney quitte Dublin pour l'université Harvard où, en 1984, il est élu à la chaire Boylston de rhétorique et d’éloquence.
En 1983, il est cofondateur, avec Brian Friel et Stephen Rea, de la compagnie théâtrale Field Day.
En 1989, il occupe la chaire de poésie à l'université d'Oxford, poste qu'il conserve jusqu'en 1994. Ses lectures publiques rencontrent toujours le même succès.
En 1990, Heaney publie The Cure At Troy, une pièce basée sur la légende de Troie qui est acclamée par la critique.
En 1995, l'Académie suédoise lui décerne le prix Nobel de littérature pour son œuvre singulière, « caractérisée par sa beauté lyrique et sa profondeur éthique qui fait ressortir les miracles du quotidien et le passé vivant. ». Heaney devient le quatrième auteur irlandais à recevoir cette distinction après William Butler Yeats, George Bernard Shaw et Samuel Beckett. The Spirit Level, publié en 1997, obtient le prix Whitbread Book of the Year, performance réitérée avec la parution de  Beowulf: A New Translation en 1999.
En 2005, il reçoit le titre de docteur honoris causa de l'université Jagellonne de Cracovie.
En 2006, Heaney publie un nouveau recueil de poèmes, District and Circle.
Il décède le 30 août 2013. Ses obsèques ont lieu le 2 septembre à l’Église du Sacré-Cœur de Dublin en présence de nombreux admirateurs et personnalités dont le Président de la République irlandaise, le Premier ministre et Bono, le chanteur et leader du groupe de rock U2.

## Son œuvre
La poésie d'Heaney, d'inspiration élégiaque, cherche à jouer de l'affrontement des contraires : éloge d'une nature douce et fascinante et brutalité de la situation politique évoquée ; clarté et souplesse du langage poétique et rugosité des références au réel. Le cadre bucolique et rural de l'enfance, la végétation, la tourbe, la boue et les sels de la terre, nourrissent plusieurs recueils dont Mort d'un naturaliste, intimement lié à la résurrection des mythes et des légendes celtiques puis au panégyrique des paysages et du folklore irlandais. Néanmoins, cette généalogie merveilleuse et sensuelle semble relever d'un paradoxe puisqu'elle ne fournit aucune paix au sujet poétique. Dès Mort d'un naturaliste et Door into the Dark, Heaney clame son identité irlandaise mais la représente comme une entité douloureuse et déchirée. Dans ses poèmes, la recherche d'un équilibre semble minée par le constat tragique de la vanité du monde. Ce vide est rendu encore plus oppressant par l'évocation des morts qui hantent l'histoire irlandaise et l'esprit du poète : celle des victimes des attentats évoqués notamment dans Fouille et aussi celle de la mère. Dans Nord, cette contradiction est illustrée par l'exemple d'Antée et d'Héraclès : le premier enlace le monde et en tire sa force puis le second peut vaincre le premier par la possibilité qu'il a de le soulever dans les airs. Pour Heaney, la composition poétique relève d'un effort herculéen car elle arrache des visions originales à la terre et se soustrait aux aspects trompeurs du monde. Sa poésie, en ce sens, se veut loin de toute abstraction et de tout rationalisme.
Heaney refusait de considérer son travail comme une activité intellectuelle. En renvoyant à son origine paysanne, il se comparait volontiers à un agriculteur qui creuse le sol. Pour lui, le poète devait creuser la langue afin d'y extraire des émotions et des images fortes.
En dehors de ses poèmes, il a également publié plusieurs essais critiques comme Préoccupations : proses choisies et Le Gouvernement de la langue.
Dès la parution de ses premiers recueils, Heaney a joui d'un prestige mondial. Il était le poète irlandais le plus lu dans son pays et l'un des plus appréciés de la poésie anglophone contemporaine. Pour Patrick McGuinness, « Heaney, toute sa vie, est resté fidèle à sa conviction première selon laquelle la poésie se doit d'être à la fois mystérieuse et accessible. [...] Il savait que ce qui est universel en poésie n'est jamais abstrait, mais concret. ».
À l'annonce de son décès, Bono, du groupe U2, dit de lui : « C’était un gentil génie en tant de choses, dont les mots nous mettaient en défi avec l’endurance et la beauté de la vie autant qu’ils nous apportaient le réconfort. Il écrivait avec une concision étrangement débordante. Nous lui envions tous sa façon de faire paraître aussi simples les trucs les plus compliqués, l’équilibre entre famille et travail... ».

## Œuvre

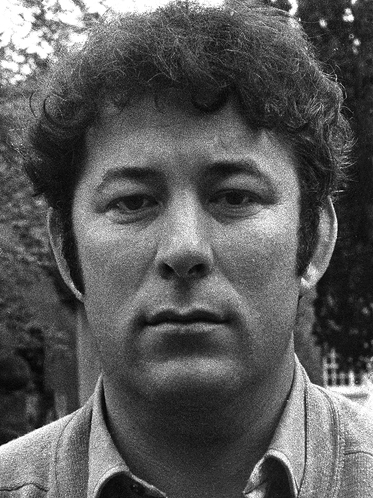
Seamus Heaney en 1970.

### Poèmes
La plupart des ouvrages de Seamus Heaney sont publiés par Faber and Faber à Londres.
- Death of a Naturalist, 1966. Mort d'un naturaliste.
- Door into the Dark, 1969. Porte vers le noir.
- Wintering Out, 1972. Endurer l'hiver.
- North, 1975. Nord.
- Field Work, 1979. Fouille.
- Selected Poems 1965-1975, 1980.
- Sweeney Astray. A Version from the Irish, 1983 (inspiré d'un poème médiéval irlandais). Tr. fr. Les Errances de Sweeney, Le Passeur, 1994, trad. Bernard Hoepffner.
- Station Island, 1984. Île de pèlerinage.
- Poèmes 1966-1984, Paris, Gallimard, 1988, coll. "Du monde entier", trad. Anne Bernard Kearney et Florence Lafon. Contient des poèmes des recueils : Mort d'un naturaliste, Porte vers le noir, Endurer l'hiver, Nord, Fouille et Ile de pélérinage.
- The Haw Lantern, 1987. Tr. fr., La Lanterne de l'aubépine, Le Temps des Cerises, 1996, trad. Gérard Cartier.
- New Selected Poems, 1966-1987, 1990.
- Seeing Things, 1991. Tr. fr., La Lucarne, Paris, Gallimard, 2005, coll. "Du monde entier", trad. Patrick Hersant.
- Sweeney’s Flight, 1992.
- The Spirit Level, 1996. Tr. fr., L'étrange et le connu, Paris, Gallimard, 2005, coll. "Du monde entier", trad. Patrick Hersant.
- Electric Light, 2001.
- District and Circle, 2006.
- Human Chain, 2010.

### Traductions
- Laments de Jan Kochanowski, 1995, en collaboration avec Stanislaw Baranczak
- Beowulf, 1999, traduit du vieil anglais

### Essais
- Preoccupations. Selected Prose 1968-1978, 1980
- The Government of the Tongue: The 1986 T.S. Eliot Lectures and Other Critical Writings, 1988
- The Place of Writing, 1989
- The Redress of Poetry: Oxford Lectures, 1995

### Divers
- The Rattle Bag, 1982 anthologie de poésie pour enfants en collaboration avec Ted Hughes
- The Cure at Troy: A Version of Sophocles' Philoctetes, 1990
- The Midnight Verdict, 1993, traduction en vers du Cúirt an Mheán-Oíche de Brian Merrimanla

Le personnage de Shague Ghintoss, dans le roman "Eureka Street" de Robert Mcliam Wilson fait clairement référence au poète.

## Publications
- Collectif, Seamus Heaney, Caen, Presses Universitaires, 1987.
- Collectif, Seamus Heaney et la création poétique, sous la dir. de Jacqueline Genet et Elisabeth Hellegouarc’h, Caen, Presses Universitaires (Groupe de recherches anglo-irlandaises de l’Université de Caen), 1995  (ISBN 2-84133-043-5).
- Joanny Moulin, Seamus Heaney: l’éblouissement de l’impossible, Paris, Honoré Champion, 1999, coll. « Bibliothèque de littérature générale et comparée »  (ISBN 2-7453-0044-X).
- (en) The Poetry of Seamus Heaney (A reader's guide to essential criticism), Elmer Kennedy-Andrews ed., Cambridge, Icon Books, 2000  (ISBN 1-84046-137-3).
- Seamus Heaney (trad. de l'anglais, notes de Bernard Hœpffner, postface de Theo Dorgan), Les errances de Sweeney, (Sweeney Astray), Nantes, 1994, Le Passeur-CECOFOP, coll. « Bibliothèque de l'Arc atlantique »  (ISBN 2-907913-22-0).
- Yves Leclair, « Heaney, la remontée des enfers », Paris, Gallimard, La Nouvelle Revue française no 576, Paris, Gallimard, 2006.
- Poèmas Causits, reviradas de l'anglés au provençau 1966-1975 ; Poèmes extraits de : Death of a naturalist, Door into the dark, Wintering out, North ; traduction de Maria-Cristina Coste-Rixte (I.E.O., Flor Envèrsa, 1996)

## Distinctions
Seamus Heaney a remporte de nombreux prix, dont le prestigieux prix Nobel de littérature en 1995.

### Prix littéraires
- 1966 : Prix Eric-Gregory[14]
- 1967 : Prix Cholmondeley[15]
- 1968 : Prix Somerset-Maugham pour Death of a Naturalist (en)
- 1968 : Prix commémoratif de Geoffrey Faber (en)[16]
- 1973 : AWB Vincent Literary Award (en)
- 1975 : Prix Edward Morgan Forster (en)[17]
- 1975 : Duff Cooper Prize[18]
- 1976 : Prix WH Smith pour North (en)
- 1985 : PEN Translation Prize (en) pour Sweeney Astray (en)
- 1987 : Prix Costa dans la catégorie poésie pour The Haw Lantern
- 1989 : People of the Year Awards (en)
- 1990 : Lannan Literary Awards (en) dans la catégorie poésie
- 1991 : Prix Sikkens (nl)[19]
- 1995 : Prix Flaiano dans la catégorie poésie
- 1995 : Prix Nobel de littérature
- 1996 : Prix Costa dans la catégorie Meilleur livre pour The Spirit Level (en)
- 1997 : Common Wealth Award of Distinguished Service (en), dans la catégorie Littérature
- 1998 : Prix littéraire de l'Université de Saint-Louis (en)[20]
- 1999 : Prix Costa dans la catégorie Meilleur livre pour Beowulf
- 2003 : Truman Capote Award for Literary Criticism (en) pour Finders Keepers: Selected Prose, 1971-2001
- 2004 : Kenyon Review Award For Literary Achievement[21]
- 2005 : Prix irlandais PEN (en)[22]
- 2006 : Prix T.S. Eliot[23]
- 2007 : Poetry Now Award (en) pour District and Circle (en)[24]
- 2009 : Prix David Cohen (en)
- 2010 : Forward Prizes for Poetry (en) dans la catégorie Best collection pour Human Chain (en)[25]
- 2011 : Poetry Now Award (en) pour Human Chain (en)[26]
- 2011 : Médaille Ulysse de l'University College Dublin[27]
- 2011 : Irish Book Awards dans la catégorie non-fiction pour Stepping Stones
- 2012 : Griffin Poetry Prize (en) dans la catégorie Lifetime Achievement[28]
- 2012 : James Joyce Awards[29]
- 2012 : AWB Vincent Literary Award (en) en Lifetime Achievement

Nominations
- 1994 : Neustadt International Prize for Literature
- 2000 : World Fantasy Special Award—Professional (en) pour la traduction de Beowulf
- 2006 : Prix Costa dans la catégorie poésie pour District and Circle (en)

### Sociétés savantes
- Fellow de la Royal Society of Literature
- Membre étranger d'honneur de l'Académie américaine des arts et des lettres, élu en 1993[17]
- Membre de l'Academia Europaea dans la section Littérature et Etudes théoriques, élu en 2008[30]
- Membre à vie de la Law Society de l'University College Dublin, depuis février 2009[31]
- Membre de l'Aosdána, élu au titre de Saoi en 1997[32]

### Décorations
- Commandeur de l'ordre des Arts et des Lettres Il est fait commandeur le 19 février 1996[33]

### Honneurs
Il a reçu une multitude de doctorats honoris causa :
- 1996 : Université Sorbonne-Nouvelle[34],[35]
- 1999 : Université de La Corogne[36]
- 2000 : Université de Caen[37]
- 2001 : Université de Leeds en Lettres
- 2002 : Université Concordia en Droit[38]
- 2005 : Université Jagellonne[39]